# Orlando Mitchum
Orlando Mitchum (ur. 19 maja 1987) – piłkarz z Saint Kitts i Nevis występujący na pozycji pomocnika, obecnie zawodnik antiguańskiego Antigua Barracuda.

## Kariera klubowa
Mitchum rozpoczynał swoją karierę piłkarską w zespole Washington Archibald High School FC, występującym w najwyższej klasie rozgrywkowej – SKNFA Super League. W 2007 roku przeszedł do jednej z najbardziej utytułowanych drużyn w kraju, Newtown United. Już podczas pierwszego sezonu w nowym klubie, 2007/2008, wywalczył z nim mistrzostwo Saint Kitts i Nevis. Sukces ten powtórzył również dwa lata później, w rozgrywkach 2009/2010, pełniąc rolę jednego z podstawowych piłkarzy klubu.
W 2011 roku Mitchum podpisał umowę z ekipą Antigua Barracuda FC z siedzibą w stołecznym antiguańskim mieście Saint John’s, jednak występującego w trzeciej lidze amerykańskiej. W USL Pro zadebiutował 17 kwietnia w przegranym 1:2 spotkaniu z Los Angeles Blues, szybko zostając graczem regularnie wychodzącym na boisko w wyjściowej jedenastce. Premierowego gola dla Barracudy strzelił 27 kwietnia w wygranej 7:0 ligowej konfrontacji z Puerto Rico United.

## Kariera reprezentacyjna
W seniorskiej reprezentacji Saint Kitts i Nevis Mitchum zadebiutował jako siedemnastolatek, w 2004 roku. Pierwszą bramkę w kadrze narodowej zdobył 26 marca 2008 w zremisowanym 1:1 spotkaniu z Belize, wchodzącym w skład eliminacji do Mistrzostw Świata 2010, na które jego drużyna ostatecznie nie zakwalifikowała się. Z takim samym skutkiem zakończyły się dla piłkarzy z Saint Kitts i Nevis eliminacje do Mistrzostw Świata 2014, podczas których Mitchum wpisał się na listę strzelców w wygranej 4:2 konfrontacji z Saint Lucia.